# Lactâncio
Lucio Célio Firmiano Lactâncio (em latim: Lucius Caelius (ou Caecilius?) Firmianus Lactantius; ca. 240 — ca. 320) foi um autor entre os primeiros cristãos que se tornou um conselheiro do primeiro imperador romano cristão, Constantino I, guiando sua política religiosa que começava a se desenvolver e sendo o tutor de seu filho.

## Biografia
Lactâncio nasceu na África do Norte e foi discípulo de Arnóbio de Sica (de acordo com Metódio de Olimpos, Da Castidade 9.2) e ensinou retórica em várias cidades do Império Romano do Oriente, até chegar a Constantinopla. Ele escreveu livros apologéticos explicando o cristianismo em termos que eram compreensíveis para pagãos intelectualizados que ainda praticavam as religiões tradicionais, enquanto defendia-o contra ideias de filósofos pagãos. O seu Divinae instituitiones ("Instituições Divinas) é um exemplo de apresentação sistemática do pensamento cristão. Ele foi considerado, de certo ponto, herético, depois de sua morte, mas os humanistas da Renascença reabilitaram o interesse em Lactâncio, mais pelo seu estilo latino de retórica, extremamente elaborado, do que por sua teologia.
Lactâncio nasceu pagão e nos seus primeiros anos de vida ensinou retórica na sua terra natal, que provavelmente se trata de Cirta, na Numídia, onde uma inscrição menciona um certo L CAECILIUS FIRMIANUS.
Lactâncio teve uma bem sucedida carreira pública, de início. A pedido do imperador Diocleciano, ele se tornou professor oficial de retórica em Nicomédia (atual İzmit), para onde ele viajou da África, viagem que foi por ele descrita no seu poema Hodoeporium. Lá, uma vez no círculo imperial, ele se aproximou do administrador e polemista Sossiano Hiérocles e do filósofo pagão Porfírio. Ali também ele teria encontrado pela primeira vez Constantino e Galério, a quem ele trata como um vilão durante a Perseguição de Diocleciano.
Tendo se convertido ao cristianismo, ele teria sido demitido de suas funções depois da publicação do primeiro édito de Diocleciano contra os cristãos (24 de fevereiro de 303) e como retórico de latim, ele viveu na pobreza, de acordo com Jerônimo, ganhando a vida através da escrita, até que Constantino I se tornou seu protetor. O novo imperador nomeou o já idoso Lactâncio mestre (311-313) e essa amizade com Constantino, além de tirá-lo da pobreza, tornou-o preceptor de latim do filho do imperador, Crispo, a quem Lactâncio provavelmente seguiu para Augusta dos Tréveros (atual Tréveris, na Alemanha) em 317, quando Crispo se tornou césar (co-imperador - veja Tetrarquia) e foi enviado para lá. Crispo foi executado  ali em 326, embora não saibamos nem quando e nem como Lactâncio morreu

## Obras

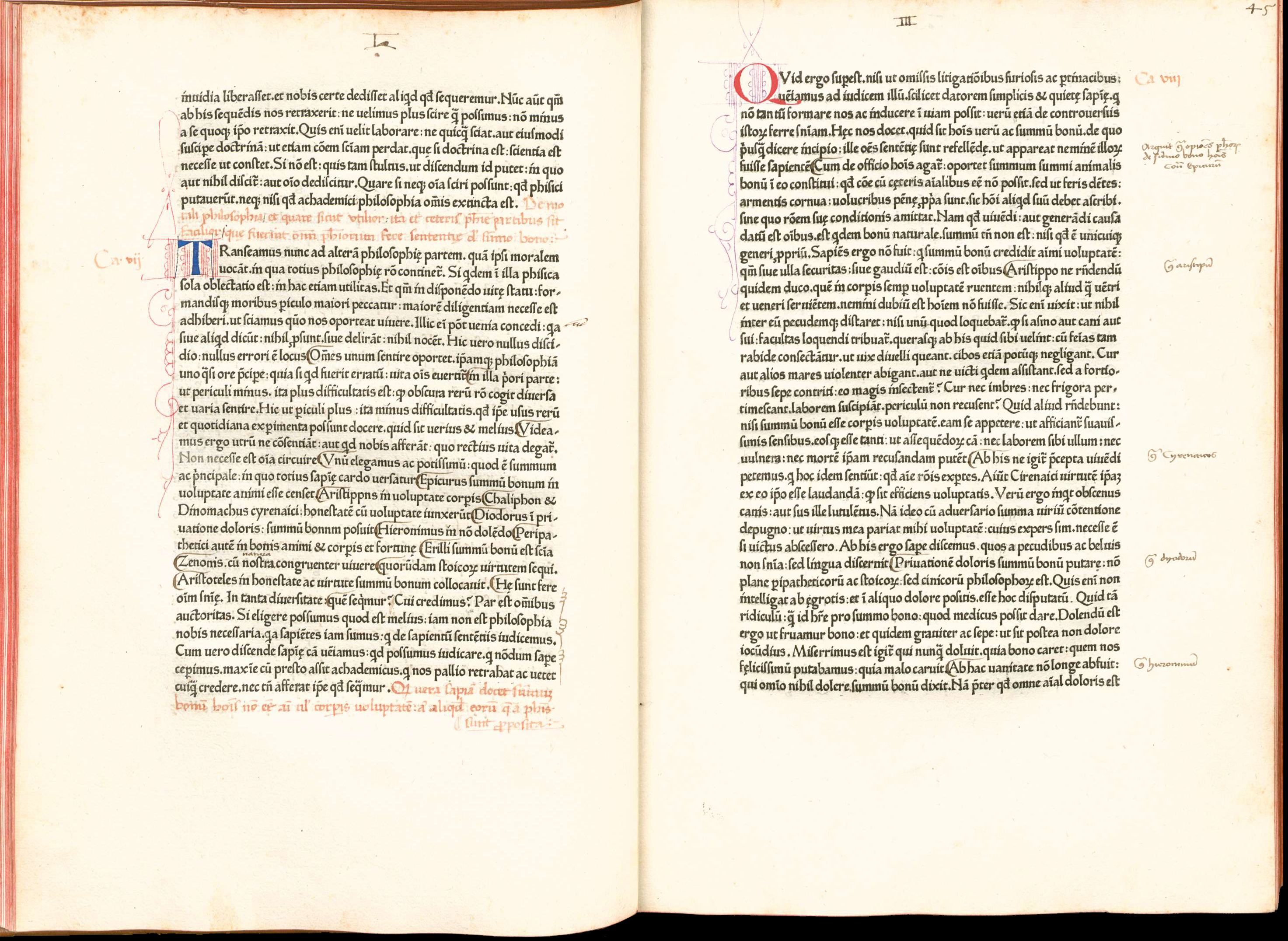
"De divinis institutionibus", de Lactâncio, impresso por Pannartz e Sweynheim em 1465. Cópia da Biblioteca Estadual da Baviera.

- De Officio Dei,[6] ("As obras de Deus"), uma obra apologética escrita em 303 ou 304 durante a perseguição de Diocleciano aos cristãos, foi dedicada a um dos seus discípulos, um cristão rico chamado Demetriânio. Os princípios apologéticos sublinhando todos os escritos de Lactâncio são bem apresentados nesse tratado.
- De Divinis Institutionibus ("Instituições Divinas"),[7] escrito entre 303 e 311, é a mais importante das obras de Lactâncio. Como tratado apologético, foi escrito com a intenção de mostrar a futilidade das crenças pagãs e estabelecer a razoabilidade e verdade do cristianismo como resposta aos críticos pagãos. Foi também a primeira tentativa de uma exposição sistemática da teologia cristã em latim, planejada em larga escala, suficiente para silenciar todos os opositores. Neste tratado também está uma citação da décima-nona das Odes de Salomão, uma das duas únicas citações das Odes até o começo do século XX.[8] A Enciclopédia Católica diz sobre ela:

| “ | As qualidades e deficiências de Lactâncio são mostradas em nenhum outro lugar do que na sua obra. A beleza de estilo, a escolha e adequação da terminologia não conseguem esconder a falta de entendimento dos princípios cristãos pelo autor e a sua quase total ignorância das Escrituras. | ” |
|   | — Enciclopédia Católica. |   |

- De Ira Dei[10] ("A Ira de Deus"), contra os estoicos e epicuristas, tratando de divindades antropomórficas.
- De Mortibus Persecutorum[11] ("A morte dos perseguidores"), tem características apologéticas, mas, tem sido considerado um escrito sobre história pelos escritores cristãos. A ideia central é descrever as terríveis mortes dos imperadores perseguidores dos cristãos como Nero, Domiciano, Décio, Valeriano, Aureliano e os contemporâneos de Lactâncio como Diocleciano, Maximiano, Galério e Maximino Daia. Essa obra é tratada como uma crônica da última e maior das perseguições, apesar da moral para a qual cada história foi construída para contar. Aqui, Lactâncio preserva a história da visão do lábaro por Constantino I, (In hoc signo vinces) antes de sua conversão ao cristianismo (veja Batalha da Ponte Mílvia). O texto completo é encontrado em somente um manuscrito, que tem o título: "Lucii Caecilii liber ad Donatum Confessorem de Mortibus Persecutorium.".
- Vastamente atribuído a Lactâncio, é o poema "A Fênix"[12] (Ave Phoenice) que conta a antiga lenda da Fênix, descrita por Plutarco, da morte e do renascimento do pássaro mítico que ressurge das cinzas para viver novamente 500 anos e voltar depois desse tempo para o mesmo ninho onde nasceu e consumindo-se em meio a chamas, transformar-se em cinzas, lenda na qual os egípcios acreditavam, de acordo com Plutarco.